# Scotocerca
Scotocerca is een geslacht van zangvogels uit de familie Scotocercidae.

## Soorten
Het geslacht kent de volgende soort:
- Scotocerca inquieta – Maquiszanger